# Ковтаюча акула велика
Ковтаюча акула велика (Centrophorus robustus) — акула з роду Ковтаюча акула родини Ковтаючі акули. Інша назва «масивна ковтаюча акула». Доволі слабко вивчений вид.

## Опис
Загальна довжина досягає 1,5 м. Голова помірно довга. Ніс параболічної форми. Очі мигдалеподібні. Рот не дуже широкий. Тулуб доволі масивний, веретеноподібний. За свій тулуб отримала іншу свою назву. Грудні плавці конусоподібні, кінці закруглені. Має 2 спинних плавця з шипами. Анальний плавець відсутній. Хвостовий плавець з широкою верхньою лопаттю.
Забарвлення сіро-коричневе. Очі зеленуваті.

## Спосіб життя
Це глибоководний вид. Тримається на глибинах до 780 м. Веде добову міграцію. Доволі активний хижак. Живиться костистою рибою, ракоподібними та головоногими молюсками.
Це яйцеживородна акула. Про процес парування та розмноження немає відомостей.

## Розповсюдження
Мешкає у Східно-Китайському морі.